# ماینتس
ماینْتْس پایتخت ایالت راینلاند-فالتس جمهوری فدرال آلمان در کنار رود راین و روبروی شهر ویسبادن قرار گرفته است.
ماینتس، امروزه با ۱۹۸٬۰۰۰ سکنه، ازجمله شهرهای تاریخی آلمان محسوب می‌شود و پیوسته مرکز اداری، تجاری و مذهبی این منطقه از آلمان بوده است. شهر ماینتس پایگاه اسقف اعظم منطقه است. دانشگاه یوهانس گوتنبرگ با ۳۵٬۸۰۰ دانشجو، شبکهٔ دوم تلویزیون سرتاسری آلمان، زد دِ اف (ZDF) و همچنین بخش ایالتی شبکهٔ اول تلویزیون سرتاسری آلمان اس وِ اِر (SWR) در این شهر قرار دارند.
ازجمله دیدنی‌های مهم شهر «موزهٔ مرکزی روم و ژرمن» است که در آن آثار بسیار مهمی از ایران و ایرانیان باستان در اروپا نیز نگهداری می‌شود. از آن جمله می‌توان «جام بلورین» دوران هخامنشی با محتوای عسل خشکیده را نام برد که در «کایزر اشتول» در نزدیکی ماینتس پیدا شده. این جام هدیهٔ تاجری ایرانی برای یک مشتری ژرمن بوده است.

## تاریخچه

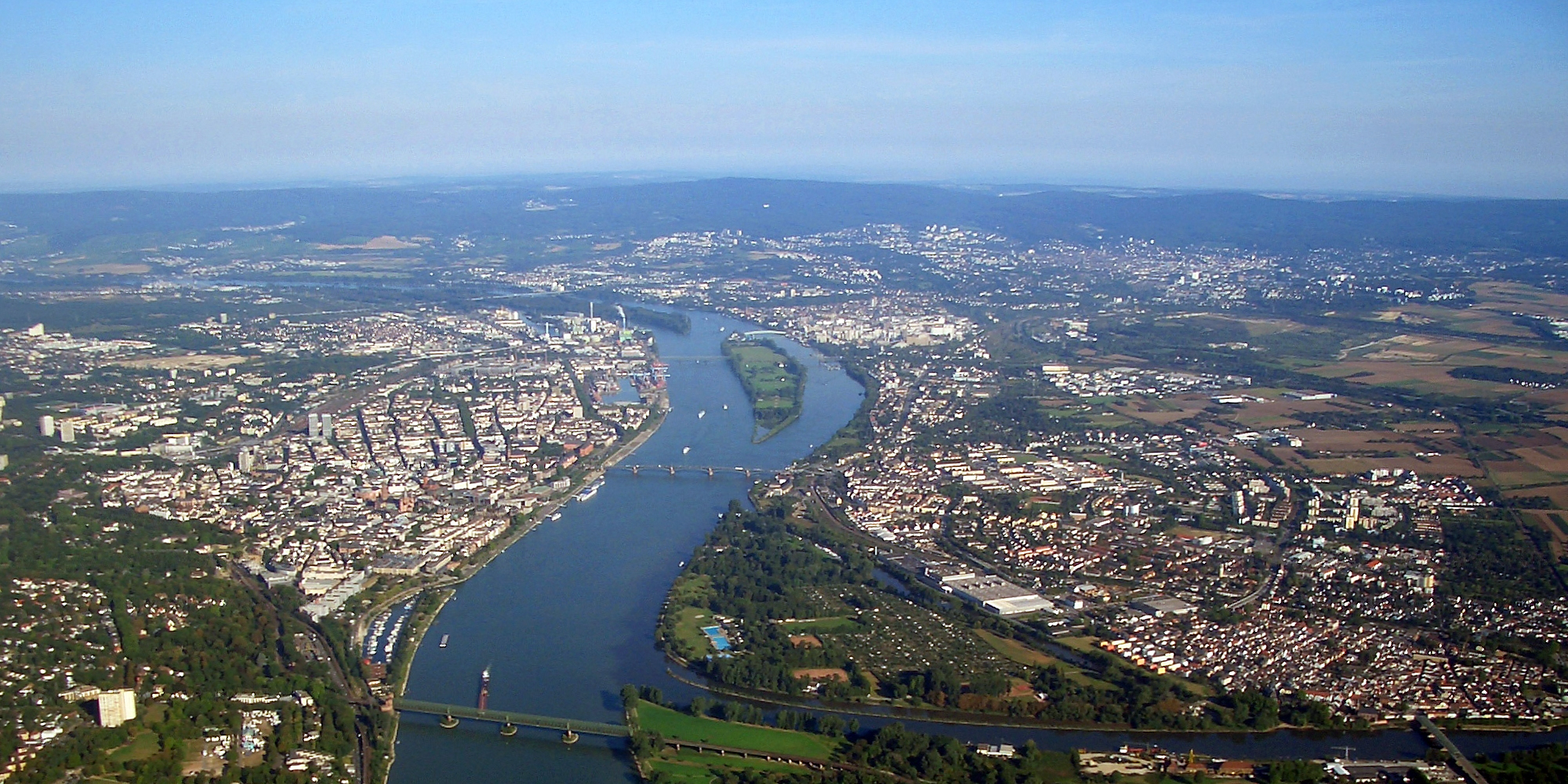
ماینتس در سمت چپ و ویسبادن در سمت راست رود راین

در مکان امروزی شهر آثار زندگی انسان‌های شکارچی، متعلق به عصر یخبندان در ۲۵۰۰۰ سال پیش یافت شده است.
پیشینه شهر شدن ماینتس به سلت‌ها برمی‌گردد که از نیمه دوم هزاره اول پیش از میلاد در مکان امروزی شهر به صورت قبیله‌ای زندگی می‌کردند. در حدود سال ۱۲ پیش از میلاد مسیح رومی‌ها در راه پیشروی به شمال اروپا پایه شهر امروزی را در این مکان گذاردند. از آن پس تا ۵۰۰ سال ماینتس از مراکز عمده رومی‌ها محسوب می‌شد. این شهر از سال ۸۹ میلادی پایتخت منطقه شد. ماینتس در طول تاریخ ازجمله آخرین بار طی جنگ جهانی دوم کاملاً تخریب و از نو ساخته شد.
ماینتس در سال ۷۸۲ میلادی اسقف‌نشین و مرکز مهمی در شاخه کاتولیکی مسیحیت شد.

## شهرهای خواهر
- واتفورد، انگلستان
- دیژون، فرانسه
- لانگشامپ، فرانسه
- ارفورت، آلمان
- لویی ویل، کنتاکی
- حیفا، اسرائیل
- والنسیا، اسپانیا
- ردنک، ایتالیا
- باکو، جمهوری آذربایجان
- زاگرب، کرواسی

## نگارخانه

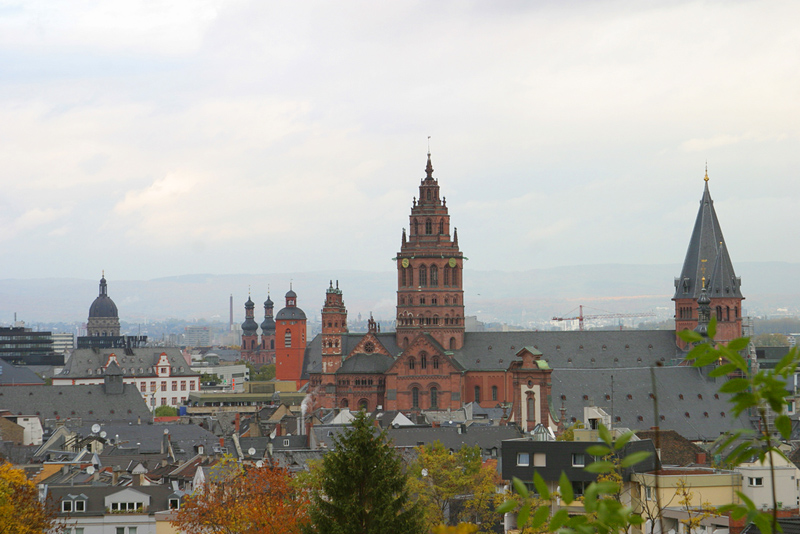
قسمت قدیمی شهر ماینتز در سال ۲۰۰۳